# Alte Pfarrkirche Pasching

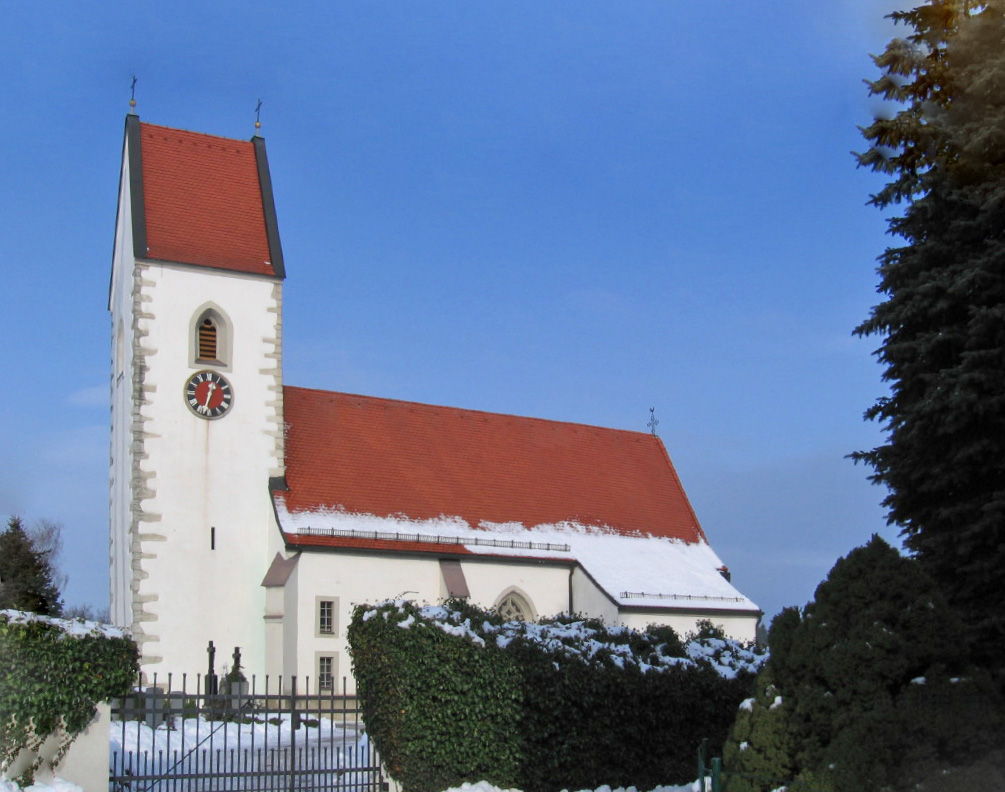
Alte Pfarrkirche hl. Johannes der Täufer in Pasching

Die Alte Pfarrkirche Pasching steht im Ort Pasching in der Gemeinde Pasching in Oberösterreich. Die römisch-katholische Pfarrkirche hl. Johannes der Täufer gehört zum Dekanat Traun in der Diözese Linz. Die Kirche und der Kirchhof stehen unter Denkmalschutz.

## Geschichte
Eine Kirche wurde 1111 als Taufkirche der Pfarrkirche Hörsching urkundlich genannt. Eine kleine gotische Landkirche wurde um 1500 erbaut. Die Kirche wurde mit der Fertigstellung der Neuen Pfarrkirche zur Filialkirche und wird als Friedhofskirche und Aufbahrungshalle verwendet.

## Architektur
Das zweischiffige zweijochige Langhaus als Einsäulenraum und der Chor mit einem Fünfachtelschluss haben Kreuzrippengewölbe. Bemerkenswert sind vier Glasfenster der Heiligen Stephan, Lorenz, Anton Eremit und vermutlich Pfarrer Johann Sigurd Gois aus dem Anfang des 15. Jahrhunderts. Das Portal ist im Süden. Der Turm im Westen trägt ein Satteldach.

## Ausstattung
Die Einrichtung ist neugotisch.